# Шараборин, Христофор Прокопьевич
Христофор Прокопьевич Шараборин (1904 — 16 января 1938) — советский общественный и хозяйственный деятель. Председатель Совета Народных Комиссаров Якутской АССР (1931—1937).

## Биография
Родился Христофор Шараборин в 1904 году в Верхоянье Якутии.
Завершив обучение в Олекминском городском училище, 17-летний молодой юноша стал работать сельским учителем, затем был перевдён на работу в Олекминское окружное бюро Союза молодежи. Два года проходил обучение в Якутском педагогическом техникуме, откуда решением областной партийной организации был отправлен трудиться педагогом в Колымский округ. Прибыв на место своей новой работы 20-летний коммунист был избран секретарём Колымского окружкома партии. Вскоре Христофора Прокопьевича направили на обучение в Ленинградский коммунистический университет, по окончании которого в 1929 году он был назначен на должность секретаря Булунского окружкома партии.
В ноябре 1929 года произошёл булунский мятеж. Повстанцы арестовали всех руководителей местной коммунистической партии, в том числе и Шараборина. В марте 1930 года мятеж был подавлен, а стойкость и храбрость Шараборина отмечена на высшем партийном уровне. В сентябре 1931 года областной комитет партии доверил 27-летнему молодому человеку стать председателем Совета народных комиссаров республики. Шараборин первым делом взялся за планы развития народного хозяйства Якутской АССР. В годы работы на этом посту в республике  появились «Якутстрой», Покровский кирпичный завод, Центральная электростанция, новые аэропорты и речные пристани, были построены школы-интернаты и фельдшерские пункты, культбазы, организованы оленеводческие колхозы, зверофермы, рыбозаводы, выросла добыча «мягкого золота».
В 1937 году Христофор Шараборин был переведён на работу в Москву. Стал работать представителем Якутской АССР при Президиуме ЦИК РСФСР, был членом ЦИК СССР. 
5 ноября 1937 года был арестован. Решением Военной коллегии Верховного Суда СССР за «создание контрреволюционной организации с целью отторжения Якутии от СССР» приговорен к высшей мере наказания. 16 января 1938 года приговор приведён в исполнение. 
4 апреля 1956 года по протесту Главной военной прокуратуры дело прекращено за отсутствием состава преступления, а Христофор Шараборин реабилитирован посмертно. 
Супруга - Антонина Леонидовна Синявина долгий период боролась за честное имя своего супруга, за что была приговорена к тюремному сроку. 